# Mesomedes
Mesomedes (en grec Μεσομήδης) va ser un poeta líric i epigramàtic grec que va viure sota Hadrià i els seus immediats successors Antonins. Era nadiu de l'illa de Creta i un llibert de l'emperador Hadrià al que aquest havia donat la manumissió. L'emperador li havia assignat un sou, que va ser disminuït per Antoní Pius.
Segons diu Suides, va escriure un poema sobre Antinous, l'amant d'Hadrià. Tres epigrames de Mesomedes es conserven a l'Antologia grega.